# Alma vítima
O conceito de alma vítima é uma crença não oficial que deriva de uma interpretação do ensinamento da Igreja Católica Romana sobre o sofrimento redentor. Tal pessoa acredita ser um escolhido por Deus para sofrer mais do que a maioria das pessoas durante a vida, aceitando esse sofrimento, com base no exemplo da própria Paixão de Cristo. Apenas a Igreja Palmariana designa oficialmente alguém como alma vítima. A Igreja Católica considera tal crença como uma questão de revelação privada e, portanto, os membros da Igreja não são obrigados a aceitar ou acreditar em tais afirmações.

## Fundo
O apóstolo Paulo pode ter-se considerado um exemplo, como diz em Colossenses 1:24: "Agora alegro-me nos sofrimentos que suporto por vós, e completo aquilo que, dos padecimentos de Cristo, ainda falta na minha carne, em favor do seu Corpo, que é a Igreja."
Na carta apostólica Salvifici doloris (1984), que trata do sofrimento humano e da redenção, o Papa João Paulo II observou que: "O Redentor sofreu no lugar do homem e pelo homem. Cada homem tem sua própria parte na Redenção. Cada um também é chamado a participar daquele sofrimento pelo qual a Redenção foi realizada. […]".
Uma exposição da tradição da alma vítima aparece na autobiografia da monástica carmelita Teresa de Lisieux, História de uma alma. Em sua visão pessoal, a alma da vítima é uma escolhida cujo sofrimento se une misteriosamente ao sofrimento redentor de Cristo e é usado para a redenção de outros.

## Casos notáveis
Exemplos de supostas almas vítimas são: 
- Lidvina de Schiedam (1380–1433)
- Maria do Divino Coração (1863–1899): a nobre condessa Droste zu Vischering e Madre Superiora do Convento das Irmãs do Bom Pastor no Porto, Portugal, escreveu em sua autobiografia "Ofereci-me a Deus como vítima para a santificação dos padres" e acrescentou "Eu sei que o Senhor aceitou o meu sofrimento".[6]
- Gemma Galgani (1878–11 de abril de 1903): escreveu em sua autobiografia como Jesus lhe disse: "Preciso de almas que, por seus sofrimentos, provações e sacrifícios, consertem os pecadores e sua ingratidão".[7]
- Maria Valtorta (1897–1961): cuja vida espiritual foi influenciada pela leitura da autobiografia de Teresa de Lisieux, bem como a vida de João Maria Vianney aos 28 anos, antes de ficar acamada, ela se ofereceu a Deus como alma vítima.
- Alexandrina de Balazar (1904–1955): cuja biografia vaticana afirma ter visto na vida a sua vocação para convidar os outros à conversão e a "oferecer um testemunho vivo da paixão de Cristo, contribuindo para a redenção da humanidade".[8]
- Faustina Kowalska (1905–1938): que escreveu em seu diário que Cristo a escolheu para ser uma "oferta de vítima", papel que ela aceitou voluntariamente.[9]
- Anneliese Michel (1952–1976): que se diz ter sofrido de possessão demoníaca e sofreu exorcismos subsequentes; diz-se que ela foi visitada pela Santíssima Virgem Maria, que lhe pediu "ser uma alma vítima que mostraria ao povo alemão e ao mundo que o diabo realmente existe".[10]

Embora a noção de bode expiatório esteja presente nos ensinamentos judaico-cristãos há muito tempo, o conceito católico de alma vítima é distinto e diferente dele, pois neste caso a alma vítima oferece voluntariamente o sofrimento a Deus, ao contrário do bode expiatório, que é de forma inconsciente.